# (6681) Prokopovich
(6681) Prokopovich est un astéroïde de la ceinture principale.

## Description
(6681) Prokopovich est un astéroïde de la ceinture principale. Il fut découvert le 6 septembre 1972 à Naoutchnyï par Lioudmila Jouravliova. Il présente une orbite caractérisée par un demi-grand axe de 2,20 UA, une excentricité de 0,15 et une inclinaison de 4,8° par rapport à l'écliptique.

## Compléments